# Protestele antireformă judiciară din Israel din 2023
Protestele antireformă judiciară din Israel din 2023 au fost o serie de proteste care au avut loc în mai multe orașe din Israel, împotriva reformei judiciare propusă de guvernul condus de actualul premier reales Beniamin Netanyahu. Protestele au loc sâmbătă seara, în Tel Aviv și alte orașe, începând cu 7 ianuarie, precum și în alte zone în timpul săptămânii.
În plus, aceste proteste au atras multe reacții, atât în țară, cât și pe scena internațională. 

## Context
De la începutul crizei politice în 2018, mai multe alegeri anticipate au avut loc în urma încercărilor nereușite de a forma un guvern de coaliție. Alegerile din 2021 au fost primele care au rezultat în formarea unui guvern. Coaliția de la acel moment, care deținea majoritatea la limită (61 la 59 din totalul de 120 de locuri), s-a prăbușit în iunie 2022 după ce un membru a dezertat. La alegerile anticipate ce au urmat, guvernul condus de Yair Lapid, a fost înfrânt de o coaliție a partidelor de dreapta, condusă de fostul prim-ministru Beniamin Netanyahu, care a format un nou guvern pe 29 decembrie 2022.
Pe 4 ianuarie 2023, noul ministru al justiției Yariv Levin a anunțat planurile de reformă asupra justiției israelene, incluzând limitarea puterii Curții Supreme și a consilierilor legali ai guvernului, și garantarea coaliției de guvernare a unei majorități în comitetul care învestește judecătorii. Ca urmare a anunțului, mai multe organizații, incluzând Ministrul Crimei și Omdim Beyachad, și-au anunțat intenția de a organiza proteste în Tel Aviv pe 7 ianuarie.

## Evenimente

### Ianuarie

#### 7 ianuarie
Un protest la care au participat aproximativ 20.000 de persoane a avut loc în Piața Habima din Tel Aviv pe 7 ianuarie 2023, Ayman Odeh apărând ca vorbitor invitat. Un protest mai mic a avut loc în Haifa, la care au participat 200 de persoane.

#### 14 ianuarie
Un al doilea protest a fost organizat în Piața Habima la o săptămână după demonstrația inițială. Aproximativ 80.000 de persoane au participat la protest, în timp ce mitingurile mai mici au avut loc la Haifa și Ierusalim, numărând 2.500 și, respectiv, 3.000 de participanți.

#### 21 ianuarie
Un alt protest a urmat curând pe strada Kaplan din centrul Tel Avivului. Poliția israeliană a estimat că peste 100.000 de persoane au participat la protest, proteste mai mici având loc în orașe precum Haifa, Ierusalim și Ber Șeva.

#### 28 ianuarie

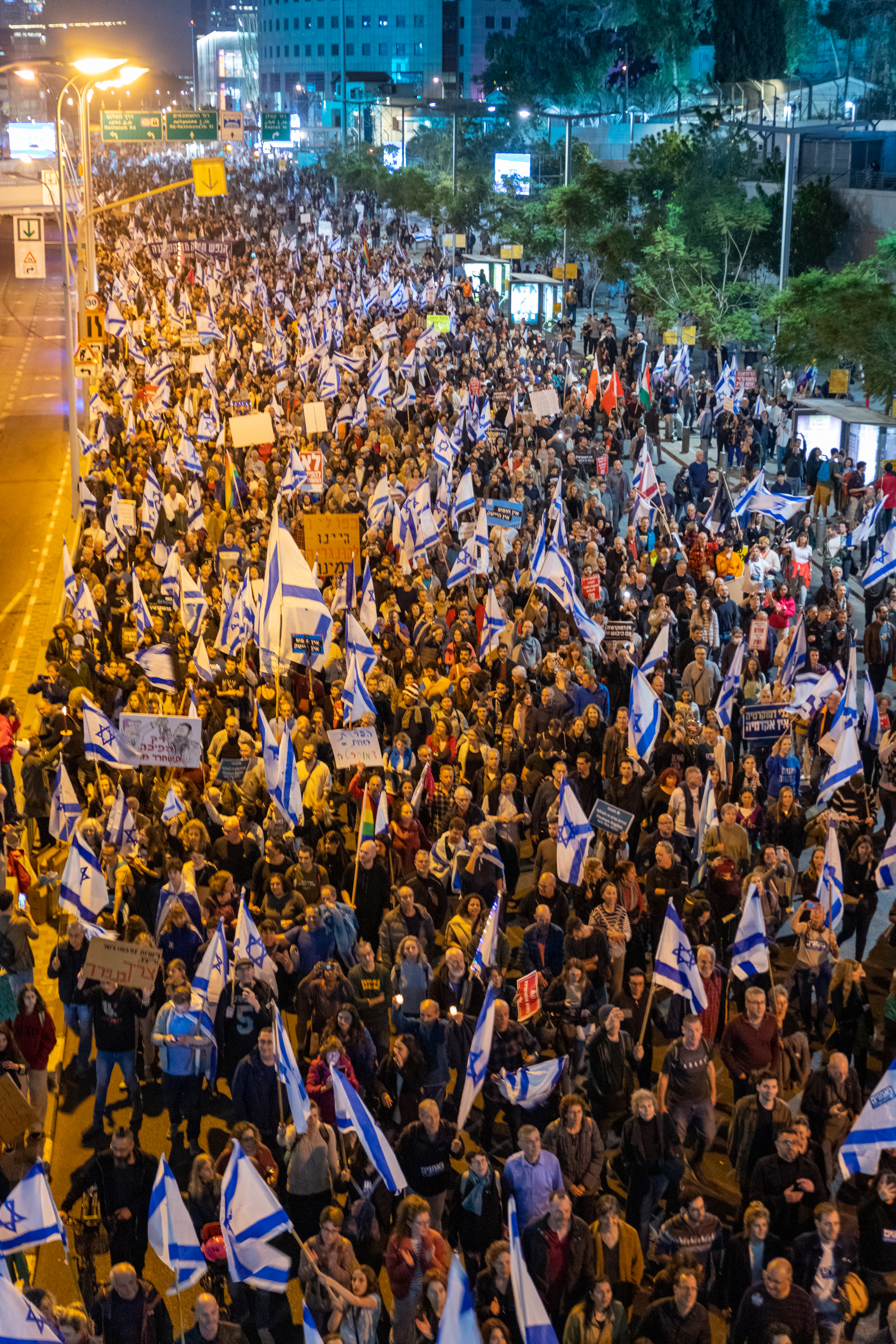
Demonstrație pe Begin Road din Tel Aviv, 28 ianuarie 2023

Un al patrulea protest a avut loc pe 28 ianuarie și pe strada Kaplan. Numărul protestatarilor din Tel Aviv a scăzut, în timp ce numărul lor a crescut în Haifa și Ierusalim. În această perioadă, protestele au început să atragă atenția internațională, deoarece secretarul de stat american Anthony Blinken a vizitat Israelul și a vorbit cu Netanyahu despre reforma judiciară.

### Februarie

#### 4 februarie
Un al cincilea protest a avut loc pe strada Kaplan. Haaretz a estimat că 60.000 de persoane au participat la proteste la nivel național, în timp ce estimarea The Jerusalem Post includea peste 100.000 de participanți numai în Tel Aviv. Protestele au avut loc în toată țara, cu mitinguri care au avut loc în orașe precum Rishon LeZion, Ness Ziona și Herzliya.

#### 11 februarie
Un al șaselea protest a avut loc pe strada Kaplan, unde fostul ministru de externe Tzipi Livni a apărut ca vorbitor invitat. Haaretz estimează că 50.000 de persoane au participat la protest, iar alte 30.000 de persoane au participat la alte proteste din țară, inclusiv în Kfar Saba, Ierusalim și Haifa. Organizatorii estimează că 150.000 de persoane au participat doar la protestul din zona Kaplan.

#### 13 februarie
Pa 8 februarie, președintele comisiei pentru constituție, lege și justiție al Knesset (parlamentului israelean), Simcha Rothman, a anunțat că va vota privitor la reformele din justiție în Plenul Knesset, inclusiv o lege care acordă coaliției majoritatea în comisia de numiri judiciare, pe 13 februarie. Cu o zi înainte, câțiva lideri ai protestelor, inclusiv fostul Șef al Statului Major General Moshe Ya'alon și Mișcarea pentru Guvernul Calității din Israel, și-au anunțat intenția de a organiza o grevă generală și un protest în fața clădirii Knesset la aceeași dată, care a fost considerată a fi data votului înainte de a fi făcut anunțul.
Mai mult de 100.000 de persoane au participat la proteste în Ierusalim pe 13 febuarie, în timp ce mai multe persoane din câteva sectoare economice, inclusiv doctori și muncitori în zona tech, au început o grevă. În acea zi, comitetul constituției a votat cu 9 la 7 în favoarea reformelor.

#### 18 februarie
Pe 18 febuarie, protestatarii au mărșăluit în Tel Aviv și alte orașe din Israel, marcând șapte săptămâni de demonstrații de când reformele judiciare au fost prezentate. Organizatorii au declarat că un sfert de milion de israeleni au participat la proteste în mai mult de 60 de localități din toată țara, incluzând aproximativ 135.000 de protestatari care au mărșăluit de la Centrul Dizengoff către Strada Kaplan în Tel Aviv.
Organizatorii adunării din centrul Tel Avivului au prezentat un discurs din 2012 a lui Beniamin Netanyahu, în care premierul și-a declarat credința într-o justiție puternică, și intenția sa de a proteja independența curților de justiție israelene.

#### 20 februarie
Pe 20 febuarie, mai mult de 100.000 de oameni s-au adunat în fața Knesset-ului în Ierusalim pentru a protesta față de „întâmpinarea unui vot în plen cu privire la proiectele de lege care le-ar oferi politicienilor controlul asupra numirilor la Curtea Supremă a Israelului și care ar limita capacitatea acesteia de a anula legile”. Protestatarii au blocat autostrăzile cheie și au împiedicat mai mulți oficiali să-și părăsească reședința. Netanyahu a criticat conducerea mișcării pentru că „ne-a amenințat cu război civil și sânge pe străzi” la o întâlnire cu parlamentarii din partidul Likud.

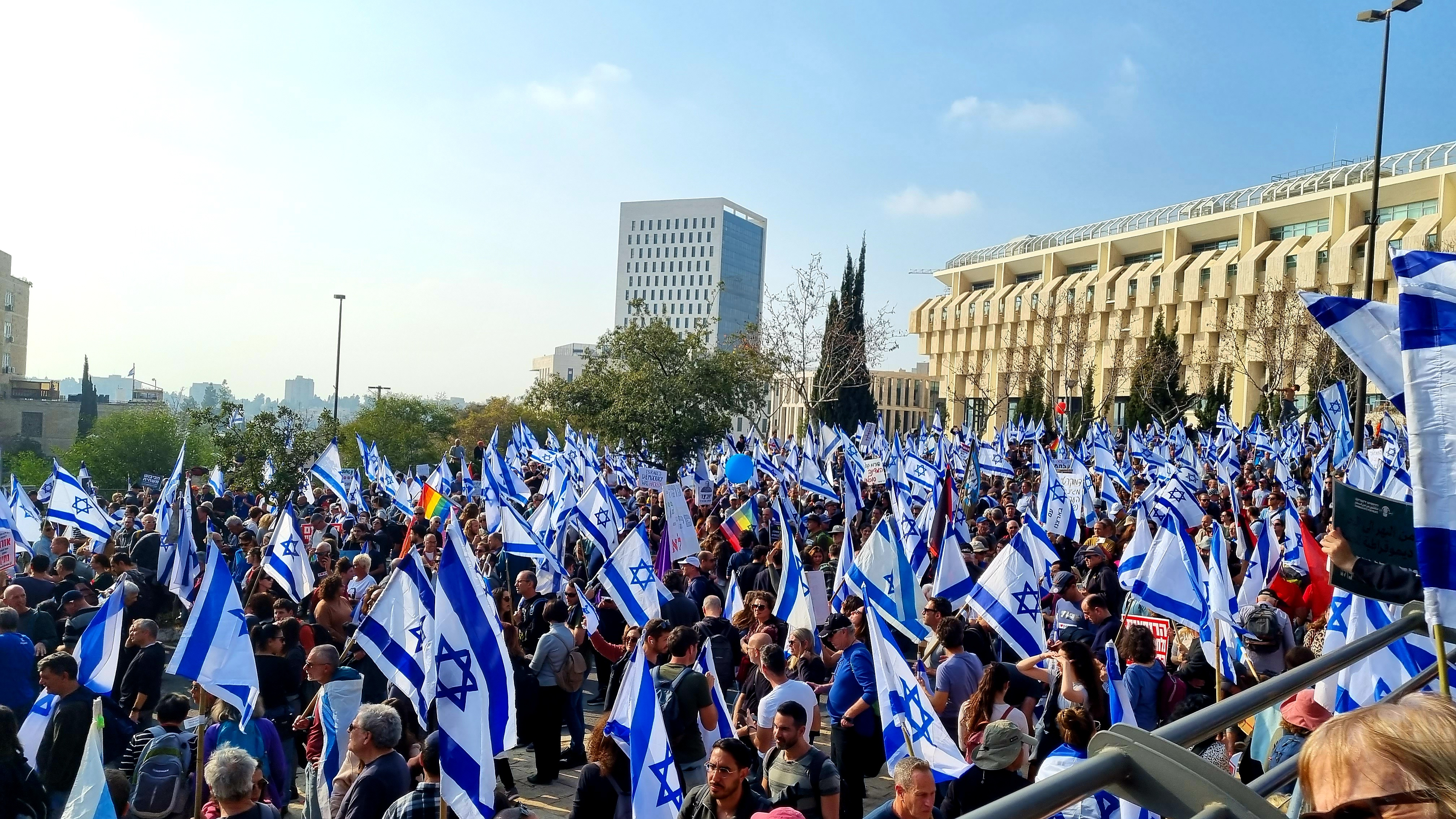
Manifestație lângă Knesset din Ierusalim, 20 februarie 2023

#### 25 februarie
Protestele au continuat în toată țara. Au fost 160.000 de protestatari în Tel Aviv (potrivit Canal 13), 30.000 în Haifa (potrivit poliției), și în jur de 5.000 în Ra'anana (potrivit Haaretz).

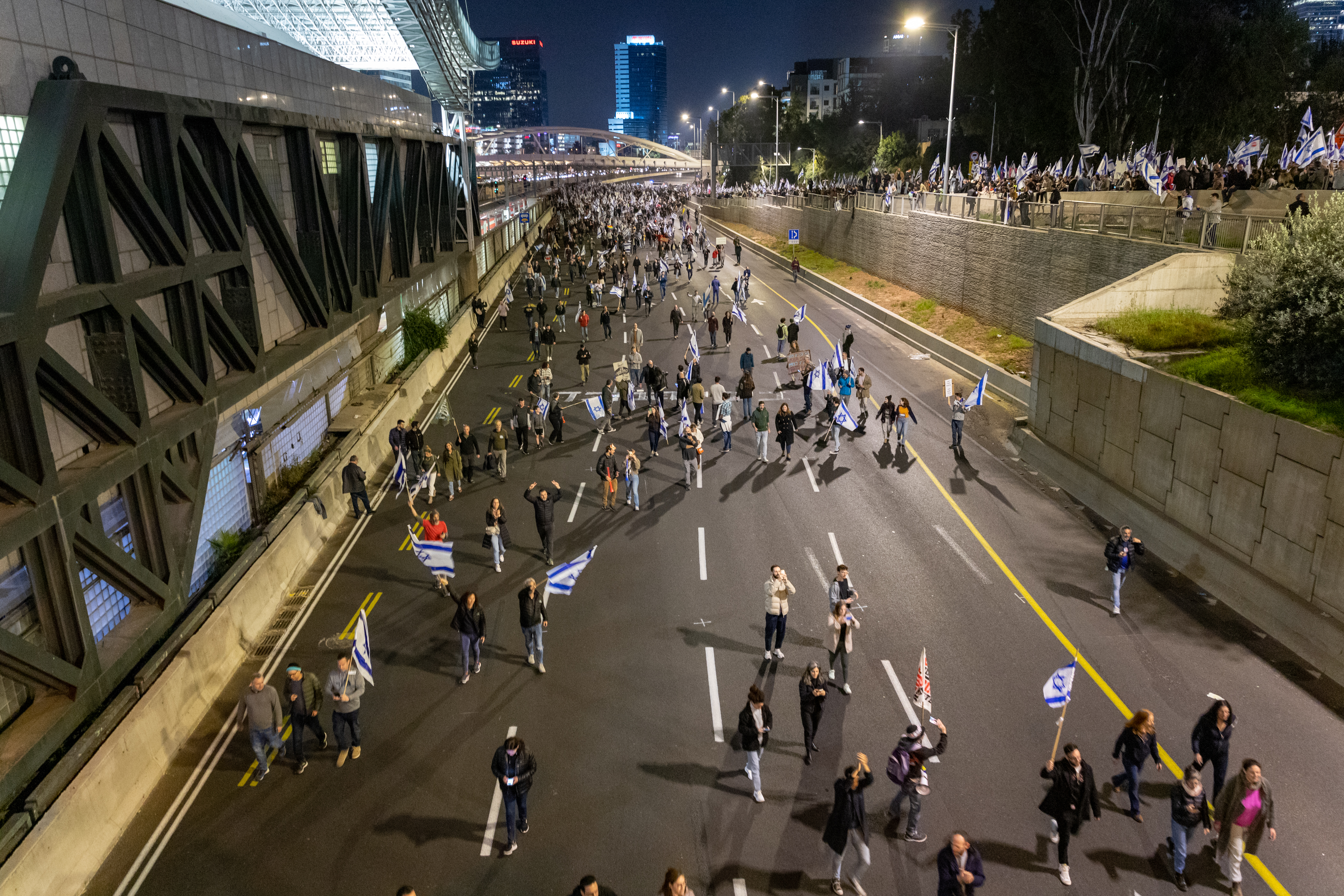
Protestatarii blochează autostrada Ayalon din Tel Aviv, 25 februarie 2023

La Tel Aviv, protestul a fost precedat de o reprezentație a 150 de membri ai grupului de femei Bonot Alternativa („Construirea unei Alternative”), purtând ținute alb-roșu asemănătoare cu cele purtate de servitoarele din serialul de televiziune The Handmaid's Tale. Grupul și-a făcut apariția în semn de protest față de unele dintre modificările legislative propuse, despre care cred că vor dăuna femeilor.
La proteste au participat Jacob Frenkel, un economist apreciat mondial și fost guvernator al Băncii Centrale a Israelului, și Elyakim Rubinstein, fost vicepreședinte al Curții Supreme a Israelului.

### Martie

#### 1 martie
1 martie a fost desemnată „Ziua națională a perturbării”. Protestatarii au încercat să blocheze autostrada Ayalon din Tel Aviv, dar poliția a folosit grenade paralizante, poliția călare și tunuri cu apă împotriva demonstranților și a arestat mai multe persoane. Netanyahu și ministrul Securității Naționale Itamar Ben-Gvir au spus că toți protestatarii care blochează drumurile sunt anarhiști care ar trebui arestați. Mai târziu în acea seară, soția premierului, Sara Netanyahu, a fost văzută la un salon de coafură din Tel Aviv. Protestatarii au stat în fața salonului timp de trei ore, în timp ce poliția călare păzea intrarea. După trei ore, Netanyahu a fost escortat afară de poliție.

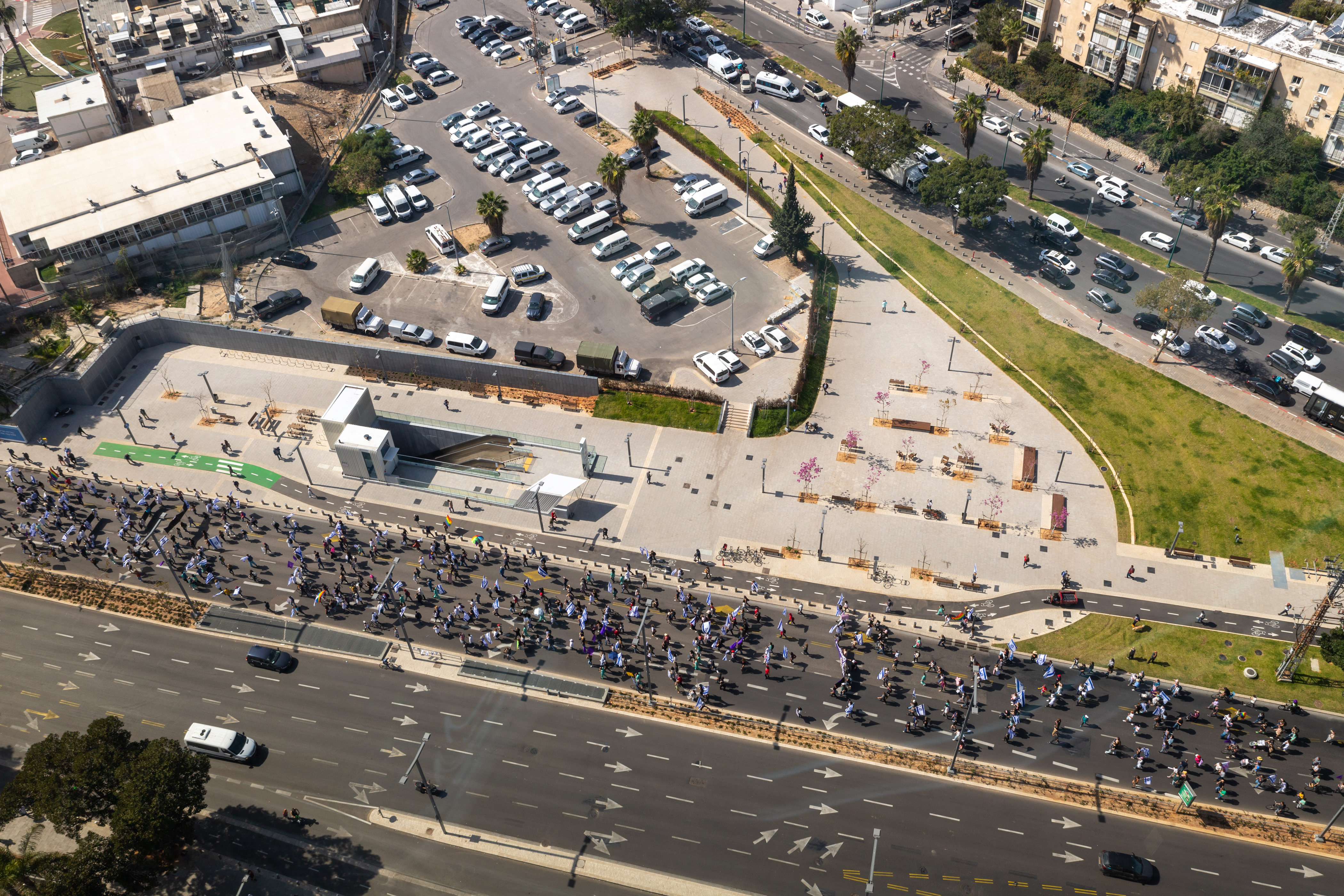
Protestatarii care marșează de-a lungul bulevardului Begin, Tel Aviv, 1 martie 2023

#### 4 martie
Protestele au avut loc în sau în apropiere de Așkelon, Arad, Bat Yam, Ber Șeva, Haifa, Herzliya, Holon, Ierusalim, Kiryat Ono, Kiriat Șmona, Ra'anana, Tel Aviv și alte locuri. Canalul 12 a estimat că 160.000 de persoane au participat la proteste numai în Tel Aviv.

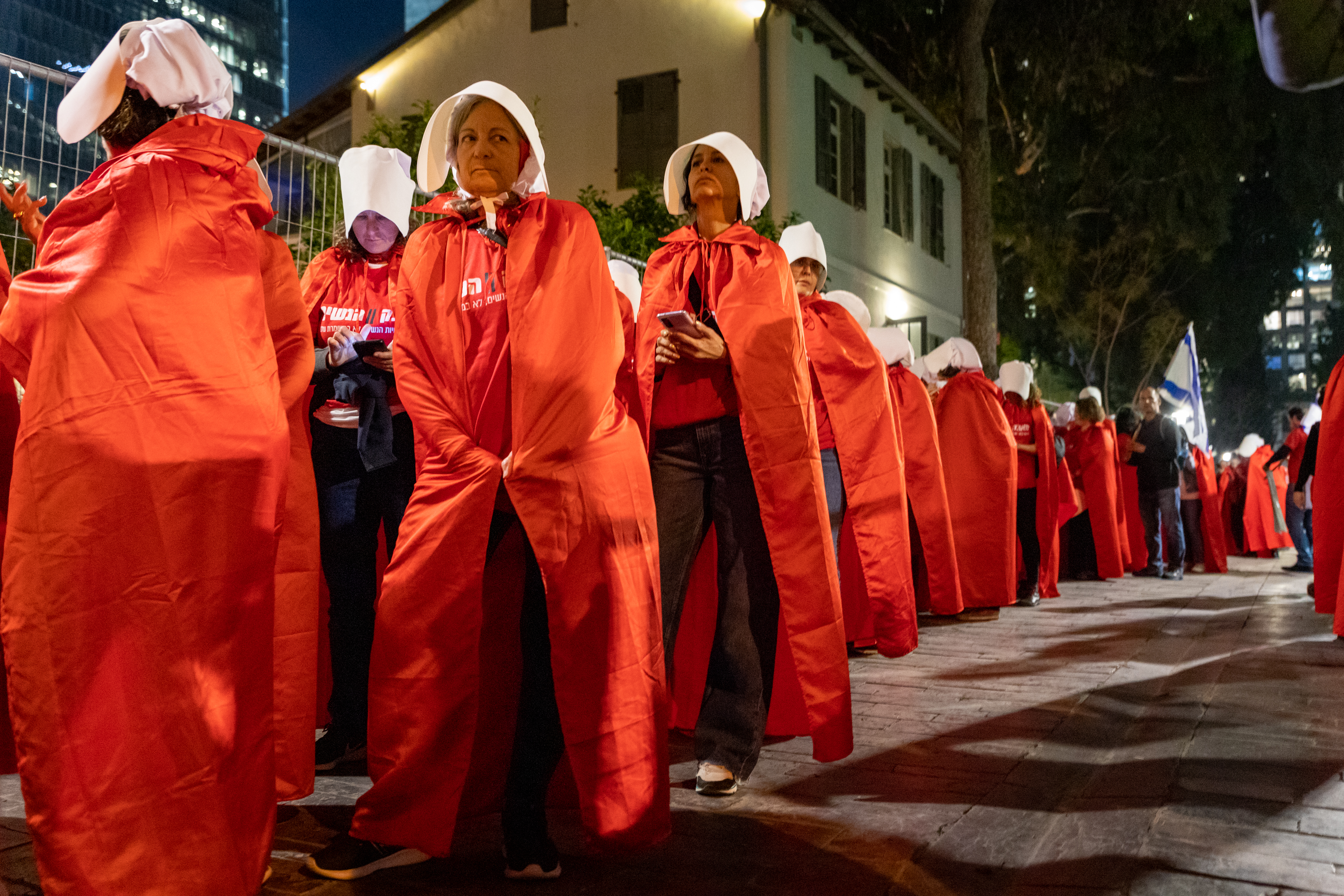
Protestatarii îmbrăcați ca servitoare din serialul TV The Handmaid's Tale, Tel Aviv, 4 martie 2023

Ministrul Securității Naționale, Itamar Ben-Gvir, a vorbit cu presa de la sediul poliției din Tel Aviv, spunând că nu are intenția de a-și cere scuze nimănui, „cu siguranță nu anarhiștilor care încearcă să dea foc statului Tel Aviv”.
Diferiți parlamentari din opoziție au participat la proteste. Liderul opoziției, Yair Lapid, a participat la protestul din Herzliya, liderul partidului de opoziție Yisrael Beiteinu Avigdor Lieberman a vorbit la Așdod, iar liderul Partidului Unității Naționale Benny Gantz a vorbit la Ber Șeva. În plus, fostul ministru al Educației și membru Likud Limor Livnat a vorbit la protestul de la Tel Aviv.
Adresându-se protestatarilor din Ra'anana, Moshe Ya'alon a spus că Netanyahu a pierdut legătura cu realitatea. Tzipi Livni și-a exprimat sprijinul pentru proteste, declarând că acestea sunt cele mai importante la care a participat vreodată. Un alt vorbitor la evenimentul de la Ra'anana a fost fostul comisar de poliție Roni Alsheich.
Un banner mare purtat de protestatarii din Tel Aviv arăta imagini cu ministrul de Finanțe Bezalel Smotrich și ministrul Securității Naționale Itamar Ben-Gvir, cu textul „Ieri Huwara, mâine Israel”, pe fundalul unei imagini de la furia coloniștilor din Cisiordania din orașul Huwara.

#### 8 martie
Peste 25.000 de femei îmbrăcate în roșu au format lanțuri umane în 70 de locații din Israel, combinând comemorarea Zilei Internaționale a Femeii cu valul de proteste împotriva reformei judiciare a guvernului. Evenimentul a fost organizat de Construirea unei Alternative, organizația de femei din spatele privegherilor de servitoare. Când a anunțat evenimentul mai devreme, a declarat că femeile israeliene „au o limită” atunci când vine vorba de încălcarea drepturilor femeilor.

#### 9 martie
Mișcarea de protest a condus la ceea ce s-a numit „zi națională a rezistenței”. Protestatarii au blocat drumuri și rute maritime, inclusiv una dintre principalele autostrăzi ale țării, Ayalon, care leagă toate rutele principale de trafic care duc la Tel Aviv. Convoaie de mașini au aglomerat autostrada Tel Aviv-Ierusalim și s-au îndreptat spre terminalul principal al aeroportului Ben Gurion. Protestul de la aeroport a avut loc cu câteva ore înainte ca Netanyahu să zboare la Roma pentru a se întâlni cu premierul italian Giorgia Meloni.

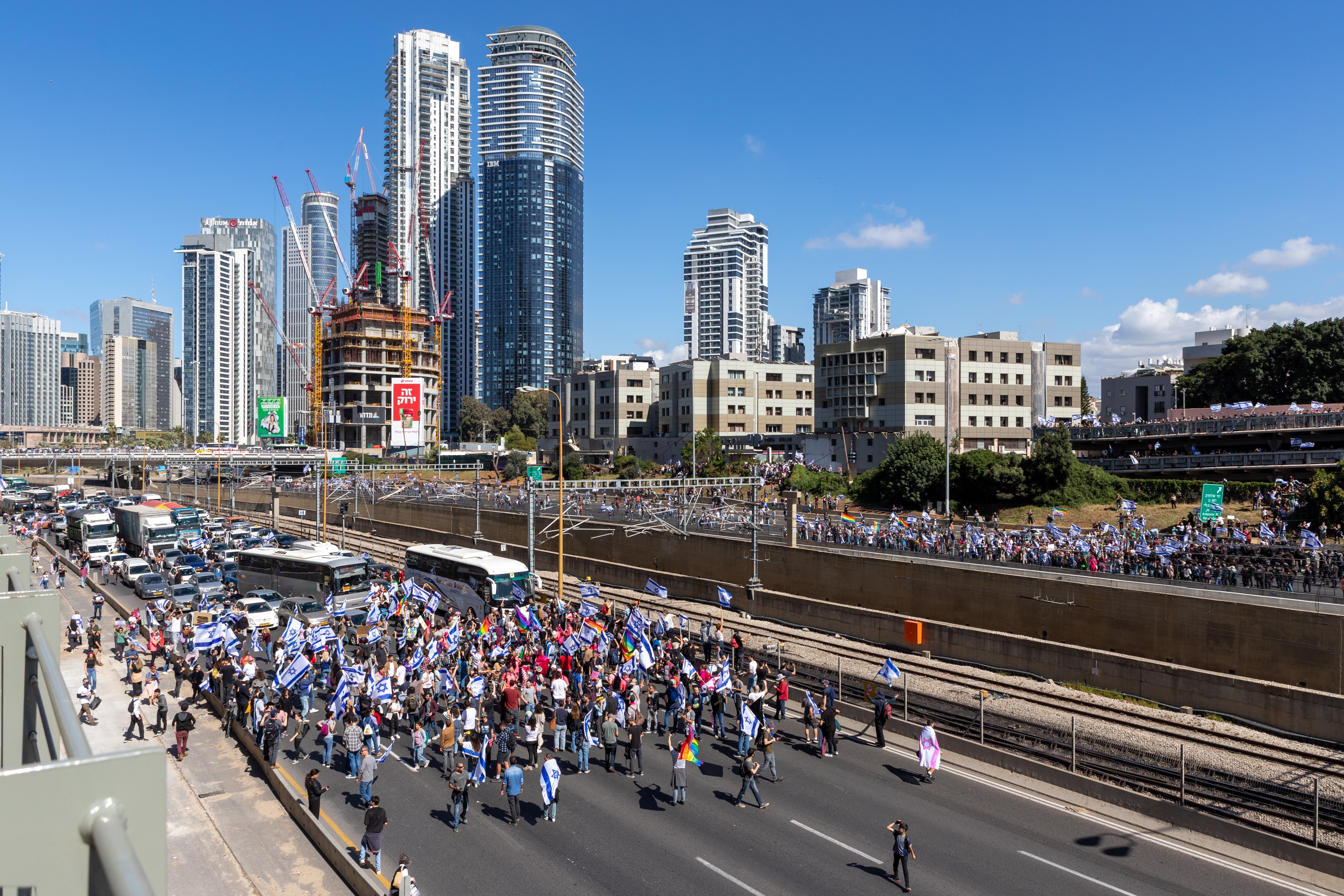
Protestatarii blochează Autostrada Ayalon, 9 martie 2023

#### 11 martie

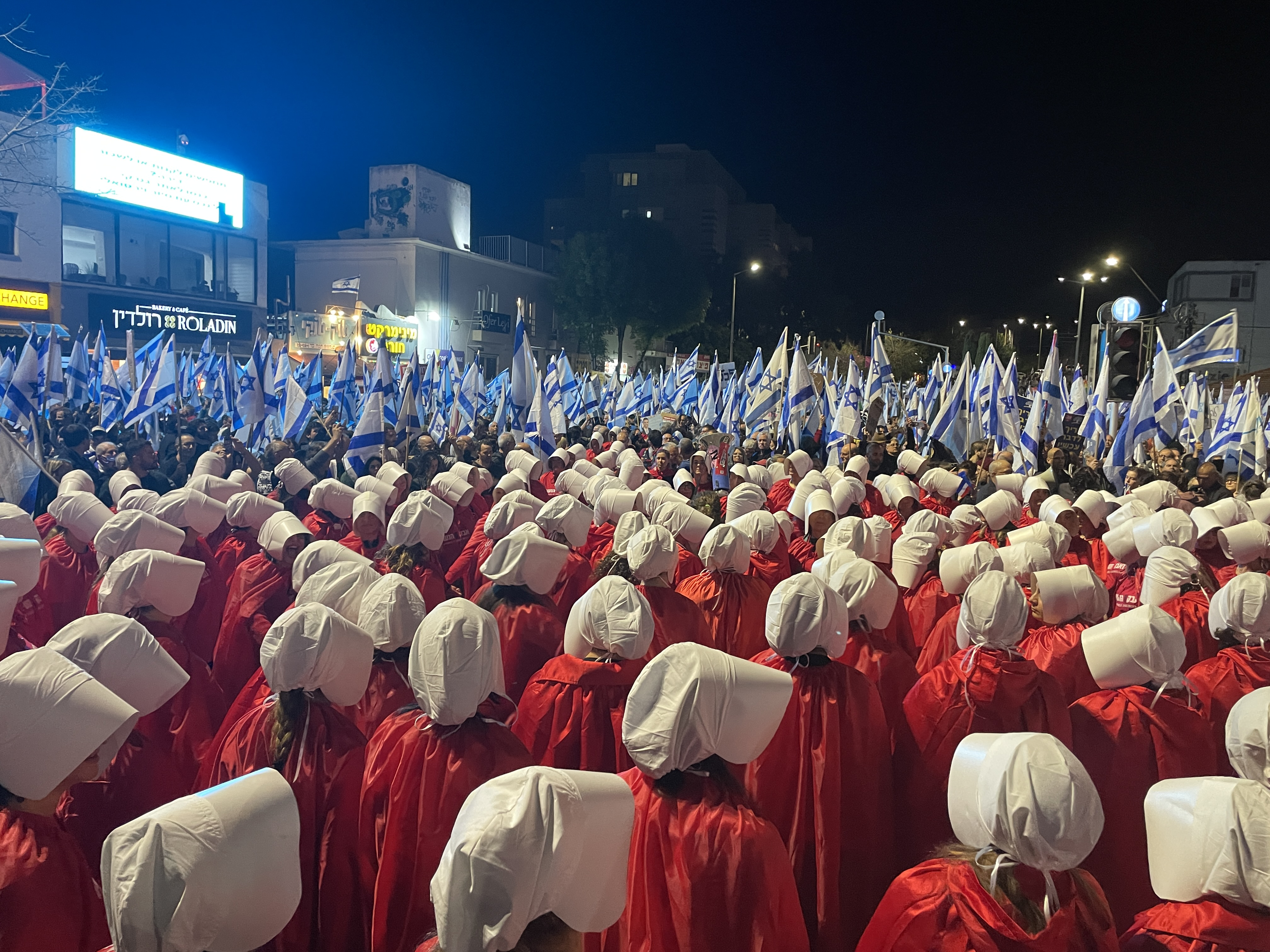
Demonstrație la Haifa, femei îmbrăcate ca slujitoare din seria „The Handmaid's Tale”, 11 martie 2023

Mai mult de 500.000 de persoane au participat la proteste în majoritatea orașelor din țară.

#### 16 martie
Zeci de mii de israelieni au participat la proteste în toată țara. Veteranii marinei, în bărci, au blocat ruta pe care o parcurg navele comerciale pentru a ajunge în portul Haifa. Într-o suburbie din Tel Aviv, protestatarii au creat zone segregate improvizate pentru bărbați și femei în stațiile de autobuz, ca un avertisment asupra „ceea ce ne așteaptă după colț”.

#### 18 martie
Mai mult de 260.000 de protestatari au ieșit pe străzile orașelor din Israel, inclusiv 175.000 în Tel Aviv, 20.000 în Haifa și 18.000 în Kfar Saba.

#### 20 martie
15 protestatari care stăteau într-o tabără din fața biroului primului ministru au început greva foamei.

#### 21 martie
Aproximativ 250 de israelieni s-au adunat la Haifa, pentru a protesta împotriva planului guvernului de a modifica radical sistemul judiciar al Israelului, în afara unei conferințe la care au participat câțiva membri cheie ai coaliției, printre care Nir Barkat, Miri Regev și Idit Silman.
Studenții de la Universitatea Haifa au protestat în fața unei conferințe la care trebuia să vorbească ministrul Afacerilor Diasporei, Amichai Chikli.
Zeci de părinți și educatori au manifestat în fața unei conferințe a Ministerului Educației din Tel Aviv, iar alții au blocat Bulevardul Rokach, un alt drum principal din nordul Tel Avivului.

#### 22 martie
Sute de demonstranți din cadrul mișcării de protest rezerviste, fluturând steaguri israeliene și ale Brigăzii Parașutistilor, au blocat un drum principal din Tel Aviv în fața unui eveniment la care trebuiau să vorbească ministrul Locuințelor Yitzchak Goldknopf, ministrul Transporturilor Miri Regev și prim-ministrul Beniamin Netanyahu. Premierul s-a retras de la eveniment, iar ministrul Goldknopf a fost nevoit să părăsească scena, invocând pandemoniul.

#### 23 martie
Mii de protestatari au mărșăluit prin orașul ultraortodox Bnei Brak, purtând o machetă uriașă a Declarației de Independență. Alte mii au ieșit pe străzile altor orașe din Israel. Rezerviștii au protestat în fața caselor liderului partidului Shas Aryeh Deri și a ministrului Educației Yoav Kisch.
Sute de angajați și pensionari ai Rafael Advanced Defense Systems au manifestat în fața fabricii companiei, purtând pancarte pe care scria „Fără democrație nu există securitate”, „Acesta este al doilea război de independență” și „Suntem Domul de Fier al Israelului”.
Aproximativ 1.500 de bunici israeliene, autointitulându-se „bunici pentru democrație”, s-au adunat la Tel Aviv pentru a protesta împotriva schimbărilor judiciare planificate de guvern. Unul dintre participanți a explicat: „Această stare se bazează pe faptul că toți muncim foarte mult și cu toții obținem bunuri publice și o economie bună. Dar ceea ce s-a întâmplat acum este că un anumit grup vrea să mulgă vaca până la moarte și să stoarcă lămâia până nu mai rămâne nimic și nu-i vom permite.”

#### 25 martie
Potrivit organizatorilor, peste 630.000 de persoane au participat la mitingurile din această zi, cele mai mari din istoria Israelului. Tel Aviv, Haifa, Beer Șeva și Ierusalim au cunoscut cea mai mare prezență la vot de când au început protestele, inclusiv peste 300.000 la Tel Aviv. Peste 70.000 au protestat în Haifa și zeci de mii în Ashdod, Beer Șeva, Or Akiva și Ra'anana. Sute de protestatari s-au adunat lângă Kiryat Shmona și în Rehovot. Alte sute s-au adunat lângă Nahalal.
În aceeași zi, ministrul apărării israelian Yoav Gallant a cerut o pauză în revizuirea judiciară. El a spus, „ruptura socială în creștere și-a făcut loc în [armata] și agențiile de securitate. Este o amenințare clară, imediată și tangibilă la adresa securității Israelului”. Gallant a cerut oprirea înainte ca parlamentarii să voteze săptămâna următoare o parte centrală a propunerilor guvernului. Gallant a fost înlăturat din postul său de Netanyahu a doua zi.

#### 26 martie
Ca răspuns la concedierea ministrului Apărării Gallant, sute de mii de protestatari au blocat drumuri din Israel, în peste 150 de locații.

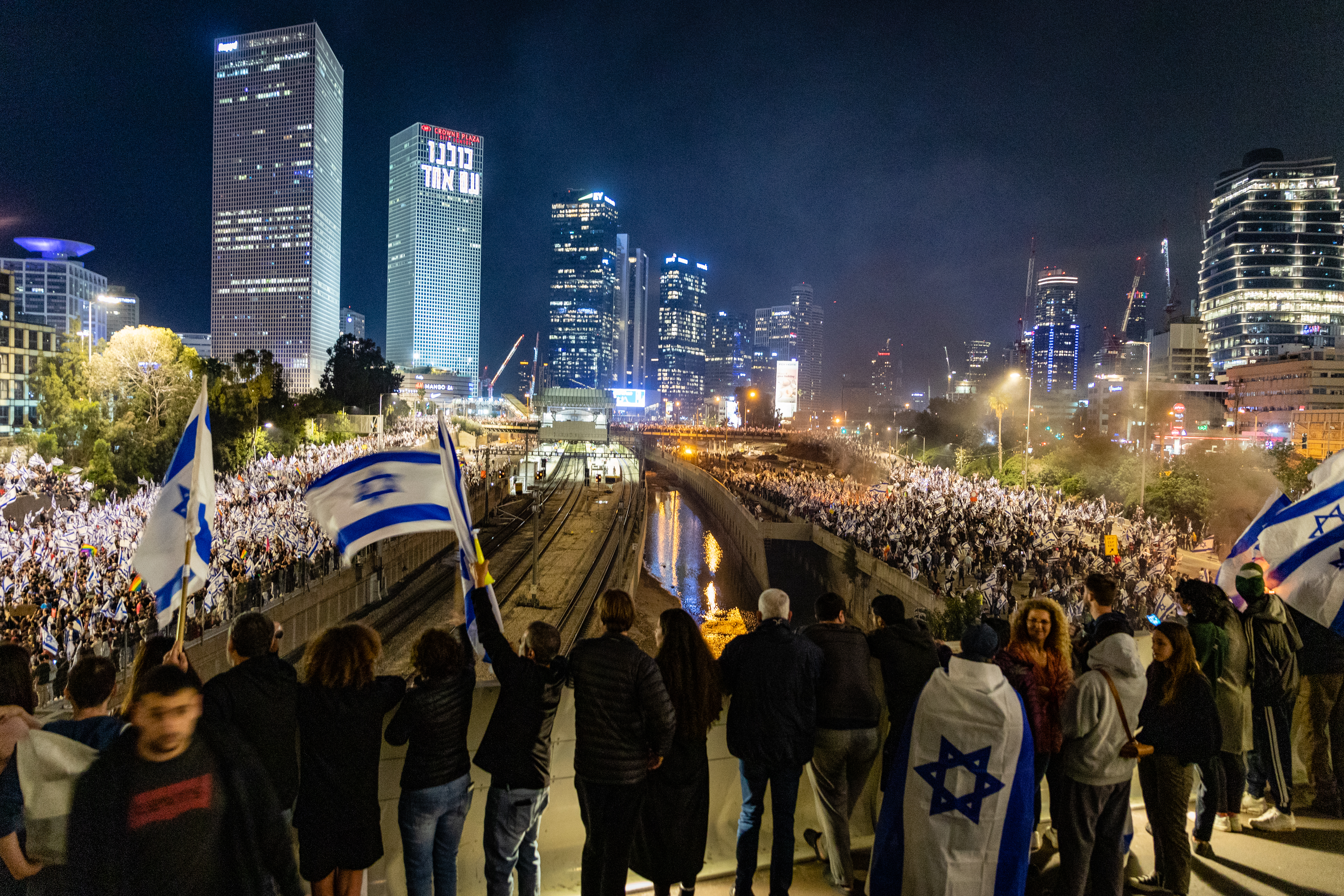
Protestatarii blochează autostrada Ayalon, Tel Aviv, 26 martie 2023

Asaf Zamir, consulul general al Israelului la New York, a demisionat din funcția sa în urma demiterii lui Gallant pentru a „apăra ceea ce este corect și a lupta pentru valorile democratice în care cred”. Universitățile israeliene (cu excepția Universității Ariel, situată în Cisiordania) au anunțat o grevă pe termen nedeterminat, inclusiv întreruperea tuturor cursurilor și a cercetării în semn de protest față de acțiunile guvernului. 23 de lideri ai consiliilor locale și-au anunțat intenția de a începe greva foamei în fața biroului premierului, cerând oprirea revizuirii judiciare.
Protestatarii au escaladat și au mărșăluit spre reședința lui Netanyahu. Au existat rapoarte că bariere de securitate au fost dărâmate, dar aceste rapoarte au fost respinse de poliție.

#### 27 martie
Președintele israelian Isaac Herzog i-a cerut premierului Beniamin Netanyahu să oprească imediat procesul legislativ. El a spus: „De dragul unității poporului Israel, de dragul responsabilității, vă fac apel să opriți imediat legislația. Mă adresez tuturor liderilor de partid din Knesset, coaliție și opoziție, ca unul singur, puneți cetățenii națiunii mai presus de orice altceva și comportați-vă responsabil și curajos fără alte întârzieri.”
Președintele federației muncii Histadrut, Arnon Bar-David, a anunțat o grevă generală la nivel național, urmată de sindicatele și marile corporații care și-au anunțat participarea la grevă. Liderii de protest din industria high-tech au anunțat oprirea completă a industriei tehnologice din țară. Liderul sindicatului Israel Airports le-a ordonat lucrătorilor din aeroport să închidă aeroportul Ben Gurion. Sindicatul medicilor din Israel a anunțat înghețarea imediată a sistemului de sănătate. Această grevă a reprezentat „prima dată în istoria Statului Israel când sectorul de afaceri, împreună cu Histadrut și guvernul local, își unesc forțele pentru a salva țara de un haos teribil”, a declarat Dubi Amitai, președintele Prezidiului Organizațiilor de Afaceri Israeliene.
Ambasadele Israelului din Statele Unite și Marea Britanie s-au închis, alăturându-se unei greve mondiale a diplomaților pentru schimbările propuse în sistemul judiciar.
Netanyahu a fost de acord să amâne legislația judiciară cu o lună. Cu toate acestea, protestatarii au declarat că vor continua să manifeste până când legislația va fi anulată în întregime. Într-un acord cu ministrul Securității Naționale Itamar Ben-Gvir, care a amenințat că va demisiona dacă legislația va fi oprită, Netanyahu a promis că va promova înființarea unei Gărzi Naționale, care urma să fie condusă de Ben-Gvir.

#### 30 martie
Mii de oameni au mărșăluit la Tel Aviv în sprijinul reformei. Au primit permisiunea de la poliție pentru marșul pe Autostrada Ayalon.

### Aprilie

#### 1 aprilie
Protestele împotriva modificărilor judiciare au continuat, cu între 165.000 (conform Canalului 12) și 230.000 (conform organizatorilor) de protestatari la Tel Aviv; mii în Haifa, în Ierusalim, în Raanana și la intersecția Goma; și sute în Galileea, în Rehovot, în Ness Ziona și la intersecția Karmi'el. În Haifa, protestatarii care purtau steaguri palestiniene au fost împiedicați de poliție să se alăture demonstrației. Sute de susținători ai schimbărilor judiciare au manifestat la Tel Aviv și Kfar Saba.

#### 3 aprilie
Protestele în sprijinul reformei au avut loc în afara reședinței președintelui Herzog. Protestatarii au ținut pancarte în ebraică care spuneau „Beniamin Netanyahu, poporul Israel este cu tine”.